# Sop Bukevski
Sop Bukevski – wieś w Chorwacji, w żupanii zagrzebskiej, w mieście Velika Gorica. W 2011 roku liczyła 85 mieszkańców.